# Przyspiesznik

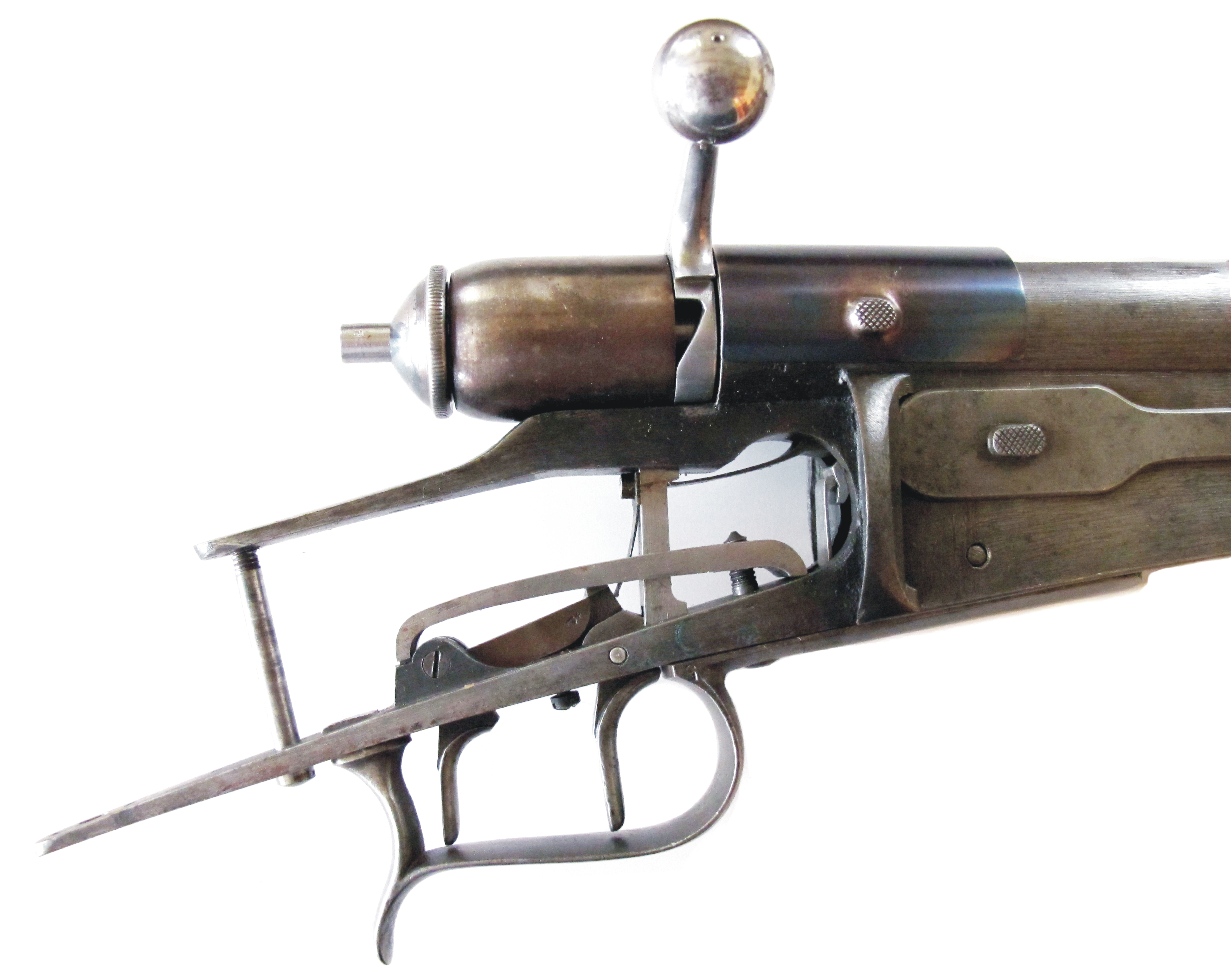
Przyśpiesznik niemiecki z włącznikiem widocznym jako dodatkowy język spustowy za właściwym spustem w karabinie Vetterli

Przyspiesznik – mechanizm pomocniczy stosowany w broni strzeleckiej, który po uruchomieniu znacząco zmniejsza opór spustu.

## Charakterystyka
Włączenie przyśpiesznika minimalizuje siłę wymaganą do ściągnięcia spustu, co zmniejsza wpływ ruchu palca strzelca na położenie broni, przekładając się na zwiększenie celności. W ramach bezpieczeństwa jego włączanie zalecane jest dopiero bezpośrednio przed oddaniem strzału, gdyż operowanie i poruszanie się z bronią z uruchomionym przyśpiesznikiem zwiększa ryzyko przypadkowego uruchomienia spustu.
Wyróżnia się dwa podstawowe typy przyspieszników: 
- francuski - uruchamia się poprzez ściągnięcie spustu w stronę przeciwną (w kierunku wylotu lufy)
- niemiecki - uruchamiany poprzez dodatkowy język spustowy za właściwym spustem